# Saul Davies

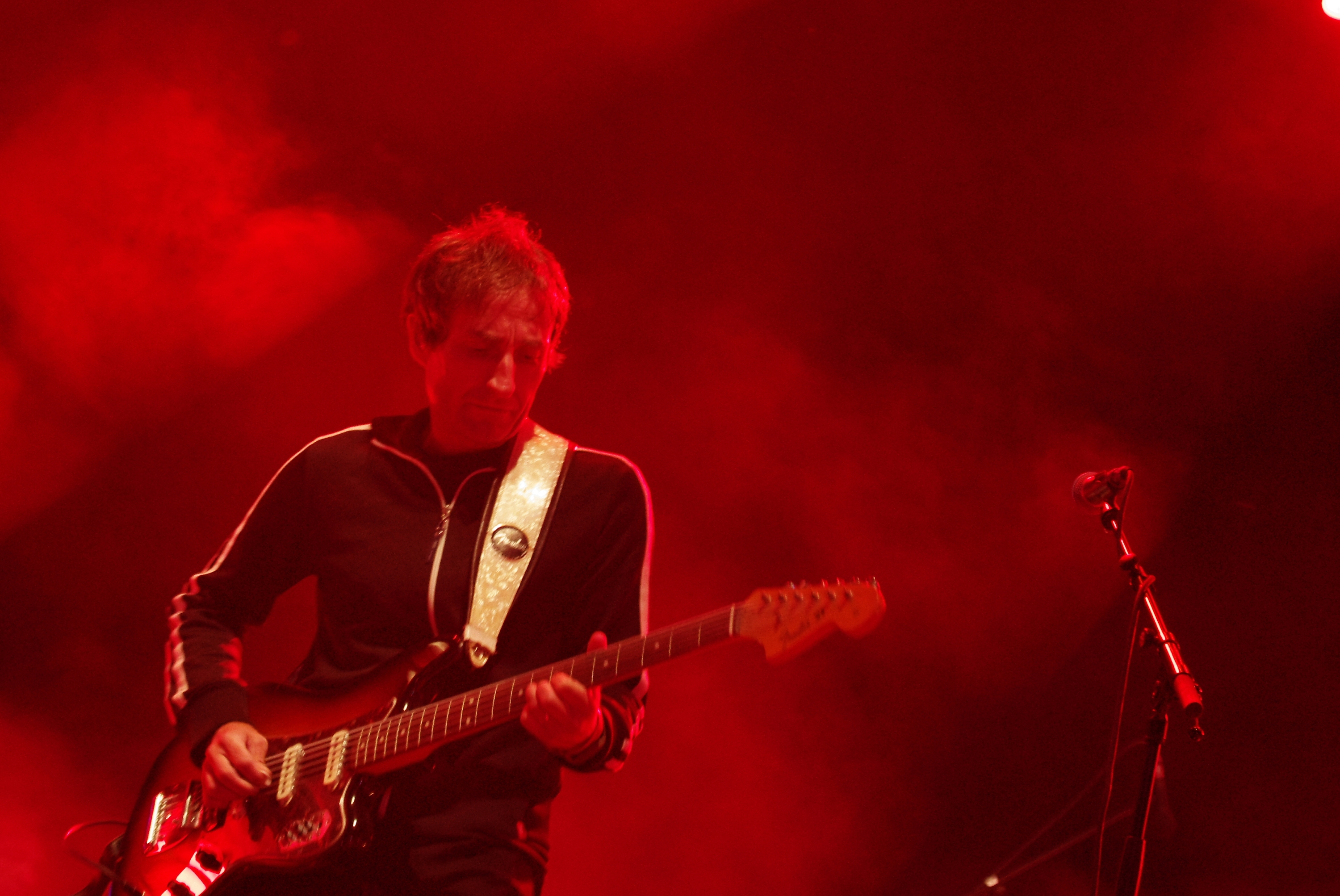
Saul Davies

Saul Davies (Oldham, 28 de junho de 1965) é um guitarrista e violinista inglês, membro da banda britânica James. Davies é um multi-instrumentista que tem como seus instrumentos primários o violino, a guitarra e a percussão.
Também trabalhou como produtor do álbum de estreia In n'Out do grupo português EZ Special e de Slimmy. Tem também desenvolvido uma forte colaboração com o Português Ricardo Azevedo.
]
1. ↑  «Saul Davies». Equipboard. 2016
2. ↑  «Saul Davies from indie band James on 34 years of making music, why they owe everything to their fans and how he was discovered at a blues night». Warrington Guardian. 1 de dezembro de 2015
3. ↑  «Saul Davies (James) interview». What's on live. 6 de maio de 2016
4. ↑  «Expect the Unexpected, says Saul Davies of James». Daily Echo. 6 de maio de 2016
5. ↑  «Saul Davies». Wrongplanet. 2017
6. ↑  «Interview: James' Saul Davies speaks ahead of band's Birmingham gig – Native Monster». One of the three. 1 de maio de 2016